# Westdeutscher Verbandspokal 1932/33
Der westdeutsche Verbandspokal 1932/33 war die zweite Austragung des westdeutschen Verbandspokales des Westdeutschen Spiel-Verbandes (WSV). Das Pokalendspiel gewann der Titelverteidiger VfL Benrath 06 durch einen 3:1-Sieg über Schwarz-Weiß Essen. Durch den Pokalsieg qualifizierte sich Benrath für die deutsche Fußballmeisterschaft 1932/33, bei der die Mannschaft bereits im Achtelfinale nach einer 0:2-Niederlage gegen den SV 1860 München ausschied. Dies war die letzte Spielzeit des westdeutschen Verbandspokals. Im Zuge der Gleichschaltung wurde der WSV wenige Monate nach Machtübernahme der Nationalsozialisten aufgelöst. Mit dem Tschammerpokal 1935 gab es zwei Jahre später erstmals einen deutschlandweit ausgetragenen Pokalwettbewerb.

## Modus
Qualifiziert für die Austragung des Verbandspokales waren alle Vereine des WSV, die sich bis zum 31. Juli 1932 für den Pokal gemeldet haben. Der Pokal wurde in drei verschiedenen Phasen eingeteilt, die Vorrunde, die Zwischenrunde und die Endrunde. Die Vor- und Zwischenrunde wurde in regionalen Bezirken ausgetragen. Vereine aus den Gauklassen und den 2. Bezirksklassen spielten zuerst in der Vorrunde Teilnehmer für die Zwischenrunde aus. Dort trafen diese auf die Teilnehmer aus den 1. Bezirksklassen und den Bezirksligen und es wurde der Bezirksteilnehmer für die Endrunde ermittelt. In der Endrunde trafen dann die Sieger der acht Bezirke aufeinander und spielten den Pokalsieger aus. Der Pokalsieger war für die Endrunde zur deutschen Fußballmeisterschaft qualifiziert.
Der westdeutsche Verbandspokal wurde im K.-o.-System ausgetragen. Wenn ein Spiel nach 90 Minuten Unentschieden stand, kam es zu einer 2-mal 15-minütigen Verlängerung, die jedoch, sobald das nächste Tor erzielt wurde, beendet wurde (Golden Goal). Gab es nach der Verlängerung keinen Sieger, wurde per Los entschieden. Die Vorrunden wurden im August und September 1932 ausgetragen, die Zwischenrunden wurden zwischen November 1932 und Februar 1933 ausgetragen. Die Endrunde wurde im März und April 1933 ausgespielt.

## Endrundenteilnehmer
| Bezirkspokal               | Heimmannschaft          | Gastmannschaft       | Ergebnis  |
| -------------------------- | ----------------------- | -------------------- | --------- |
| Westfalen                  | Viktoria Recklinghausen | SC Münster 08        | 4:1       |
| Ruhrbezirk                 | BV Stoppenberg          | Schwarz-Weiß Essen   | 0:2       |
| Niederrhein                | Duisburger FV 08        | VfvB Alsum           | 5:3       |
| Bergisch-Märkischer Bezirk | SpVgg Ratingen 04       | VfL 06 Benrath       | 2:3 n. V. |
| Rheinbezirk                | SpVgg Sülz 07           | Rheydter Spielverein | 2:4       |
| Mittelrheinbezirk          | FV Neuendorf            | SV Rheinland Mayen   | 3:1       |
| Südwestfalen               | SuS Hüsten 09           | SC Brachbach         | 5:2 a     |
| Bezirk Hessen-Hannover     | 1. SV Borussia Fulda    | SVG Göttingen 07     | 6:0 b     |

## Viertelfinale
| Datum      |                         | Ergebnis  |                    |
| ---------- | ----------------------- | --------- | ------------------ |
| 19.03.1933 | FV Neuendorf            | 7:1 (1:1) | SC Brachbach       |
| 19.03.1933 | Viktoria Recklinghausen | 2:0 (0:0) | SVG Göttingen 07   |
| 09.04.1933 | FV Duisburg 08          | 1:2 (1:1) | Schwarz-Weiß Essen |
| 09.04.1933 | Rheydter Spielverein    | 2:3 (2:0) | VfL Benrath        |

## Halbfinale
| Paarung   | VfL 06 Benrath – FV Neuendorf |
| Ergebnis  | 7:2 (3:0) |
| Datum     | 23. April 1933 |
| Stadion   | TuRU-Platz, Düsseldorf |
| Zuschauer | 10.000 |
| Tore      | 1:0 Hohmann (3.) 2:0 Rasselnberg (11.) 3:0 Stoffels (38.) 4:0 Stoffels (47.) 5:0 Hohmann (50.) 5:1 Schäfer (x., FE) 6:1 Stoffels (61., FE) 7:1 Stoffels (80.) 7:2 Lorisika (87., FE) |

| Paarung        | Schwarz-Weiß Essen – Viktoria Recklinghausen             |
| Ergebnis       | 3:0 (1:0)                                                |
| Datum          | 23. April 1933                                           |
| Stadion        | Uhlenkrugstadion, Essen                                  |
| Zuschauer      | 3.000                                                    |
| Schiedsrichter | Meyer (Mülheim)                                          |
| Tore           | 1:0 Poertgen (17.) 2:0 Hullisch (69.) 3:0 Hullisch (79.) |

## Finale
| Paarung            | VfL 06 Benrath – Schwarz-Weiß Essen |
| Ergebnis           | 3:1 (0:0) |
| Datum              | 30. April 1933 |
| Stadion            | Stadion am Zoo, Wuppertal |
| Zuschauer          | 15.000 |
| Tore               | 0:1 Poertgen (50.) 1:1 Rasselnberg (72.) 2:1 Leonhard (80.) 3:1 Stoffels (88.) |
| VfL 06 Benrath     | Willi Wildhagen – Hubert Braun, Theo Bünger – Otto Hoffmann II, Walter Besgen, Hermann Pehl I – Hubert Leonhard, Heinrich Stoffels II, Karl Hohmann, Josef Rasselnberg, Otto Köhler |
| Schwarz-Weiß Essen | Meiser – Eduard Hundt, Karl Menz – Willi Multhaup, Franz Horn, Eduard Czaika – Hans Lorenscheid, Josef Hullisch, Ernst Poertgen, Otto Kleinheinz, Heinrich Kreß                     |